# 董建華
董 建華（とう けんか、1937年7月7日 - ）は、中華人民共和国香港特別行政区の初代行政長官。

## 経歴
父は一代で船会社OOCL（The Orient Overseas Container Line、東方海外貨櫃航運公司）を興した董浩雲。1947年に一家で香港に移住。1960年イギリスのリヴァプール大学を卒業。1969年に香港へ帰国するまでは米国在住。帰国後はOOCLに入社し、1982年父親の死に伴いその事業を継承する。
1985年に世界的な海運不況に見舞われ、OOCLも経営危機に直面する。1986年に親中派企業家である霍英東の仲介により、中国資本企業である中国銀行からの融資や招商局（交通部の出先機関、海運業を中心とする企業集団）の支援を得て、危機を脱した。
父の董浩雲は中華民国の国民党政府と親しかったが、これをきっかけに董建華は中華人民共和国の中国共産党政府にも近い立場に立つようになる。また、パッテン総督の時代には行政局議員も務めた。そのため、中華人民共和国だけではなく、イギリスや中華民国とも関係のある人物として、後に行政長官候補とされた。

### 初代行政長官に就任
1996年12月、400名の選挙委員会により初代行政長官に選出され、1997年7月1日の特別行政区発足とともに就任。2002年2月には無競争で再選され、任期は2007年6月末までであった。
2005年3月、中国人民政治協商会議（政協）委員に選出された。これと前後して香港各新聞に董が2007年任期満了前に辞任し、政協副主席に就任するという報道が流れた。董が記者に聞かれても伝聞を否定せず、辞任の観測が急速に強まっていた。
3月10日、健康問題を理由として正式に辞任を表明し、3月12日には政協会議で副主席に選出されるのと時を同じくして国務院から辞任を許可された。基本法の規定により特別区政府ナンバー2である曽蔭権政務長官（政務司長）が行政長官代行に就任した。
補欠選挙で選出される行政長官の任期については董建華の残り任期である2007年6月末までなのか、あるいは通常の指名選挙で選出された場合と同じく5年間なのかについては基本法に明確な規定がないため見解が分かれたが、全人代常務委員会の釈法権行使および香港立法会における行政長官選挙条例の改正により2007年6月末までで決着した。
補欠選挙は立候補に必要な選挙委員の推挙（100名以上）を獲得した候補者が曽蔭権しかいなかったため、曽蔭権が自動的に後任に就任した。
董建華の政治姿勢については中国共産党政府（北京の中央政府）寄りであるとの見方がほとんどである。行政長官在任中は規定により香港大学、香港中文大学等の名誉総長を兼ねた。公用車には1997年の就任時にトヨタ自動車から特別におくられたトヨタ・センチュリー（ナンバープレートに香港特別行政区区章が飾られた）を愛用した。